# O-Etil S-2-dietilaminoetil etilfosfonotiolato
O-Etil S-2-dietilaminoetil etilfosfonotiolato, VE ou EA-1517 é um agente nervoso da "série V" quimicamente semelhante ao agente nervoso VX, que é o mais conhecido. É um composto organofosforado de formula molecular {\displaystyle {\ce {C10H24NO2PS}}}. 
Quando puro é um liquido oleoso incolor e sem cheiro, quando impuro é um liquido oleoso amarelado (cor característica de compostos de enxofre) e com cheiro leve de peixe podre (também característico de compostos de enxofre), possui o ponto de ebulição de 292 graus Celsius (com decomposição) podendo ser destilado a 150 graus Celsius a 8 milímetros de mercúrio e com ponto de fusão na faixa de -35 graus Celsius. 
A solubilidade de VE em água é de 0,7 gramas para cada 32 gramas de Água, sendo assim, insolúvel, VE é muito solúvel em solventes orgânicos, óleos e lipídios, mesmo sendo insolúvel em água, VE pode persistir nela por no mínimo 1 mês podendo passar facilmente de 4 se for em condições normais e temperatura ambiente. VE não é volátil mesmo dito sendo um gás, o organofosforado é mais de 1000 vezes menos volátil que Sarin.
VE é decomposto de modo lento em contato com soluções alcalinas, tal resistência pode ser tanta que a 150 graus Celsius o composto pode persistir em ambiente por 36 horas, em ambiente VE só começa de se decompor em média depois de 2 meses e meio. 
A dose letal mediana de VE em ratos é de 0,01 por quilo de corpo, a dose letal mediana em pessoas é de 0,7 miligramas, 3,15 miligramas já podem matar em média 5 pessoas de 70 quilogramas. VE  não é nem duas vezes mais potente que Sarin, no máximo 10%.  